# Chiesa di San Giorgio (Sindia)
La chiesa di San Giorgio è la quarta chiesa più antica di Sindia.

## Descrizione
Costruita nella parte più alta del paese, gode di una vista sulle campagne circostanti. Fino alla fine dell'800 fu la chiesa parrocchiale del paese, poi rimpiazzata dalla chiesa del Rosario. Risale al periodo aragonese, in stile gotico. All'interno della chiesa vi è l'abside, di notevole interesse architettonico e alcune cappelle tra cui la cappella cimiteriale della famiglia Pintor Serra, di cui faceva parte l'inquisitore generale dell'isola dal 1610 al 1614, egli fece edificare la chiesa di San Demetrio.
Il campanile venne aggiunto dopo la fine della costruzione della chiesa che poi venne "decapitato" da un fulmine. 
La chiesa viene aperta per la festa dei santi Giorgio, Raffaele e Isidoro, per la festa in onore di Sant'Antonio Abate, insieme a Santa Lucia e a Nostra Signora di Lourdes e per i riti della settimana santa.